# 蕭彪 (南北朝)
蕭彪（？—564年），字明俊，南蘭陵郡蘭陵縣（今江苏省武进市）人，齊高帝曾孙，平樂侯蕭子賢之子。

## 生平
南朝梁初年，蕭彪與門生故吏數百人逃奔北魏，受到魏宣武帝的禮遇，除給事中，假龍驤將軍。正光五年（524年），兼平東彭城王府長史。正光六年（525年），除通直郎、散騎常侍、中書侍郎。永安三年（530年），遷撫軍將軍、銀青光祿大夫、散騎常侍，徐州平定後又遷黃門侍郎、揚州大中正。後累遷大司農。普泰元年（531年），遷車騎將軍，加右光祿大夫。永熙二年（533年），出為潁川郡太守
永熙三年（534年），蕭彪隨北魏孝武帝西遷長安。西魏大統元年（535年），授開府儀同三司，封靈璧縣開國子，食邑三百戶。大統二年（536年），拜車騎大將軍。大統九年（543年），遷五兵尚書。大統十年（544年），遷中書監，領驃騎大將軍，加開府儀同三司，進封靈璧縣開國公，增邑一千戶。大統十六年（550年），遷侍中，驃騎大將軍、開府儀同三司等如故。廢帝二年（553年），出為使持節、華州刺史，侍中等如故。不久即加特進，賜姓宇文氏。
北周武成三年（561年），進封齊郡開國公，食邑二千戶，賜號東岳先生。保定四年（564年），蕭彪在長安私第去世。保定五年（565年），追贈少保、使持節、揚光桂三州諸軍事、揚州刺史，谥号貞公。後葬於少陵原。

## 後代
- 子：蕭峭，北周給事中、盱眙郡守、湮陽縣公，隋朝撫州刺史、湮陽縣公。
  - 孫：蕭齡之，唐朝華州刺史。[2][3]
- 子：蕭亨，北周時出繼蕭贊，為散騎常侍、左銀青光祿大夫、輔國將軍、高平郡公；隋朝西南道安撫大使、昌州刺史、沛郡公。[4]
  - 孫：蕭儼，唐朝驃騎將軍、洵州刺史、虞州刺史、江陰縣開國男。
    - 曾孫：蕭珪（615年－682年1月28日），字行璪，朝散大夫、濮州長史。夫人譙郡能氏。
      - 玄孫：蕭發暉，排行第二。[5]
      - 玄孫：蕭禕（656年－716年1月28日），字令臣，排行第三，朝散大夫、榆次縣令、上柱國。
        - 五世孫：蕭穎。[6]